# Bitwa pod Płowcami
Bitwa pod Płowcami – bitwa stoczona 27 września 1331 na polach wsi Płowce pomiędzy wojskami dowodzonymi przez króla Władysława I Łokietka a oddziałami zakonu krzyżackiego pod wodzą komtura krajowego chełmińskiego Otto von Lauterberga, marszałka zakonu Dietricha von Altenburga i wielkiego komtura Ottona von Bonsdorfa.

## Przed bitwą
Krzyżacy zawarli z czeskim królem Janem Luksemburskim sojusz przeciwko Polsce i w myśl jego postanowień mieli 21 września spotkać się pod Kaliszem z Czechami i następnie uderzyć na Wielkopolskę i Kujawy. W związku ze spóźnieniem Czechów, Krzyżacy postanowili samodzielnie uderzyć na Kujawy, gdzie później dołączyłyby do nich wojska czeskie. 26 września Krzyżacy zdobyli Radziejów i przed świtem zwinąwszy obóz, rozpoczęli marsz w kierunku Brześcia Kujawskiego. Wojska krzyżackie w sile około 7000, wyruszając na Brześć, podzieliły się na dwie części – jedną pod dowództwem Otto von Lauterburga liczącą około 2/3 całej armii oraz drugą, która miała pod dowództwem Dietricha von Altenburga zebrać żywność. Poruszający się za wojskami krzyżackimi Łokietek z oddziałami liczącymi 4 tys. ludzi napotkał oddział Dietricha von Altenburga, który zaatakował i pokonał. Później oddział główny wojsk krzyżackich zawrócił po otrzymaniu informacji o porażce Dietricha i stoczył nierozstrzygniętą walkę z polskimi oddziałami.

## Bitwa
Kontakt wojsk polskich z krzyżackimi jako pierwszy nawiązał około godz. 9 rano oddział starosty wielkopolskiego Wincentego z Szamotuł, który prowadził straż przednią wojsk Władysława Łokietka. Przypuszczalnie spotkanie wojsk było przypadkowe i doszło do niego między miastem Radziejów i wsią Stary Radziejów, gdy oddział Wincentego z Szamotuł we mgle natknął się na obóz krzyżacki. Mgła, która nagle zapanowała nad okolicą, sprawiła, że Krzyżacy zyskali trochę czasu na ustawienie szyków bojowych (jak opisuje to krzyżacki kronikarz – rycerze słyszeli się, ale nie mogli się zobaczyć) i podzielili je na pięć oddziałów. Król Łokietek podał hasło bojowe dla wojsk polskich „Kraków” i wydał rozkaz do ataku. Dwukrotnie następowała przerwa w walce dla odpoczynku. Walki składające się z wielu pojedynków trwały do południa, kiedy to nastąpiło trzecie, decydujące polskie uderzenie. Wtedy też spadł z konia krzyżacki brat Iwan, dzierżący wielką chorągiew zakonu z czarnym krzyżem, której nie można było podnieść, bo była przytroczona do siodła. Nagłe zniknięcie chorągwi, służącej do wydawania rozkazów i stanowiącej dla każdego walczącego punkt orientacyjny w wirze bitwy, wywołało panikę w wojskach zakonnych. Szeregi krzyżackie zostały rozerwane, a oddział Altenburga w większości okrążony i w dużym stopniu wybity. Sam wielki marszałek, ciężko ranny w twarz, został wzięty do niewoli. Pozostali przy życiu Krzyżacy zaczęli się poddawać. Poległ cały szereg dostojników zakonu: wielki komtur Otto von Bonsdorf, komtur elbląski Herman von Oettingen i komtur gdański Albert von Oer, w sumie 56 braci krzyżackich. Zdobyto także wozy z łupami i wielką chorągiew Zakonu.

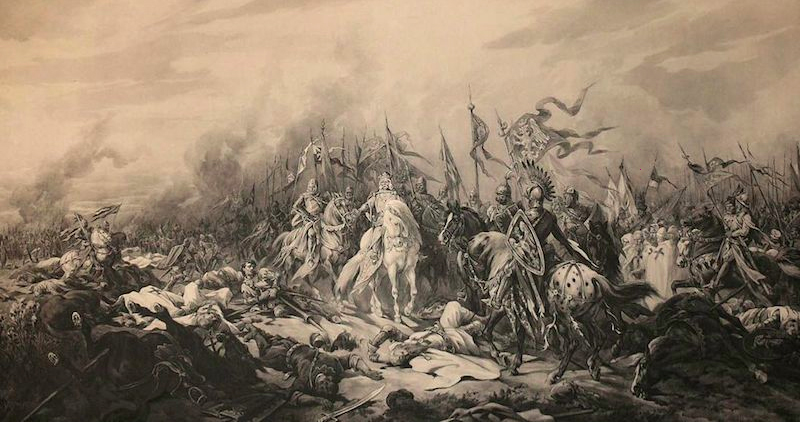
Bitwa pod Płowcami 1331 r., obraz Juliusza Kossaka

Oddział Altenburga został doszczętnie rozbity, jednak Łokietek postanowił podjąć pościg za głównymi siłami Krzyżackimi, zmierzającymi na Brześć Kujawski. Około godz. 14, po wezwaniu pomocy przez uciekające niedobitki straży tylnej, nadciągnęły od strony Brześcia główne siły krzyżackie, które zawróciły w stronę Radziejowa. Do spotkania z wojskami Łokietka doszło w pobliżu wsi Płowce. Bitwa popołudniowa miała charakter chaotyczny i toczyła się ze zmiennym szczęściem dla obu stron. Początkowo przewagę miały wojska polskie, które doprowadziły do ucieczki część wojsk krzyżackich, tak, że zawracać je musiał komtur Reuss von Plauen. Polakom w drugiej fazie bitwy udało się wziąć do niewoli Heinricha Reussa von Plauen oraz komtura golubskiego Eligera von Hohenstein. Poległ też komtur toruński Heinrich Rube. Tuż przed zmierzchem na pole bitwy zaczęły docierać oddziały krzyżackiej straży przedniej von Plauena, na widok których król, według Długosza, wycofał z pola bitwy swojego jedynego syna Kazimierza Wielkiego. Polacy wzięli do niewoli kolejnych 40 braci-rycerzy, wielu innych znaczniejszych rycerzy i jeszcze więcej zbrojnych krzyżackich. Krzyżakom udało się jednak odbić większość więźniów w tym Dietricha von Altenburga i wielką chorągiew zakonu, w związku z czym król Łokietek wobec zapadających ciemności nakazał wycofanie się z pola bitwy. Krzyżacy po bitwie zachowali przy życiu 56 najcenniejszych polskich jeńców, resztę mordując. Zgodnie z przekazami kronikarza Wiganda z Marburga biskup Maciej z Gołańczy polecił po bitwie przed pochówkiem policzyć poległych i stwierdzono, że zginęło 4187 walczących po obu stronach, z których większość stanowili Krzyżacy. Liczba ta jednak według współczesnych autorów wydaje się mocno zawyżona.

## Konsekwencje bitwy

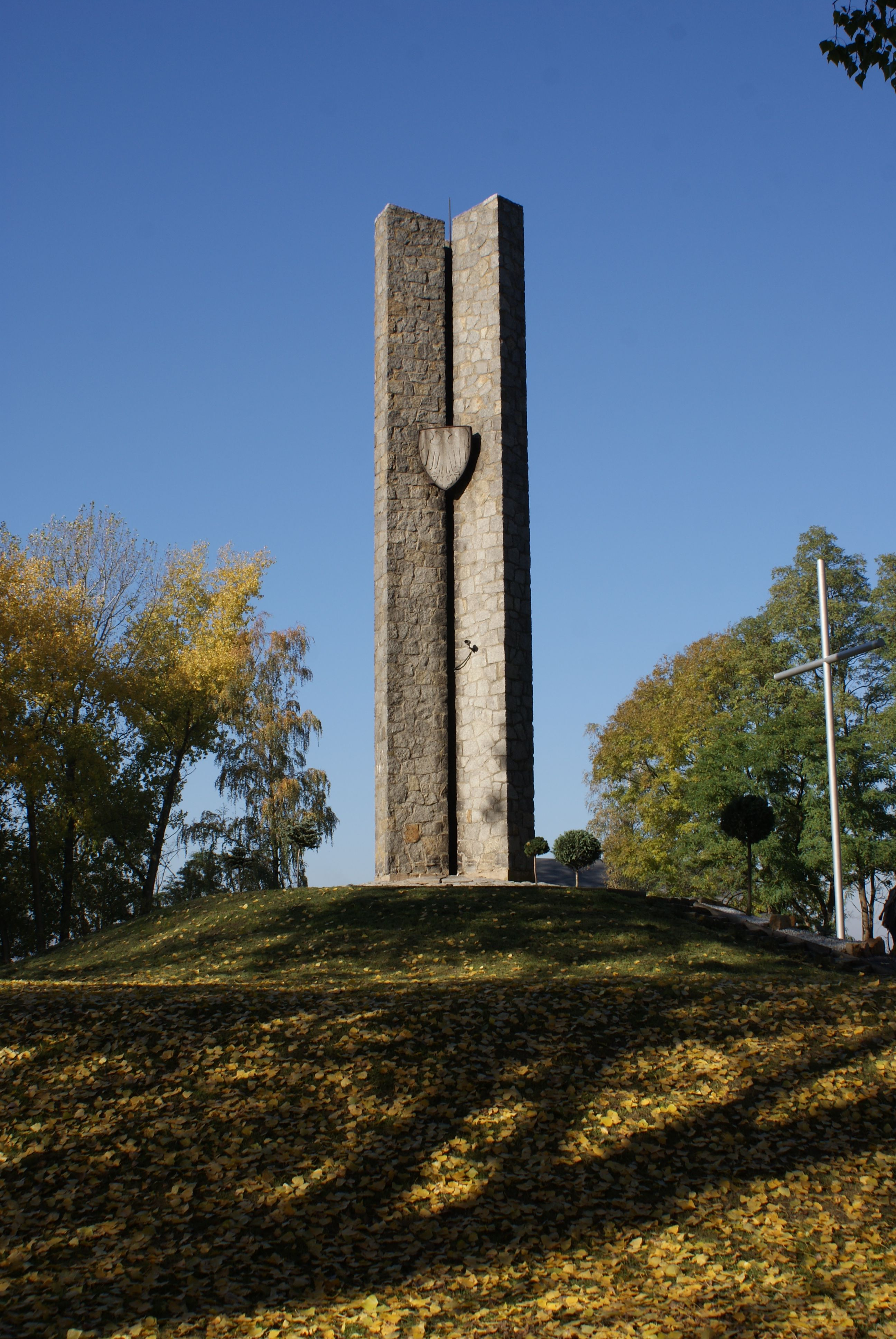
Pomnik w Płowcach

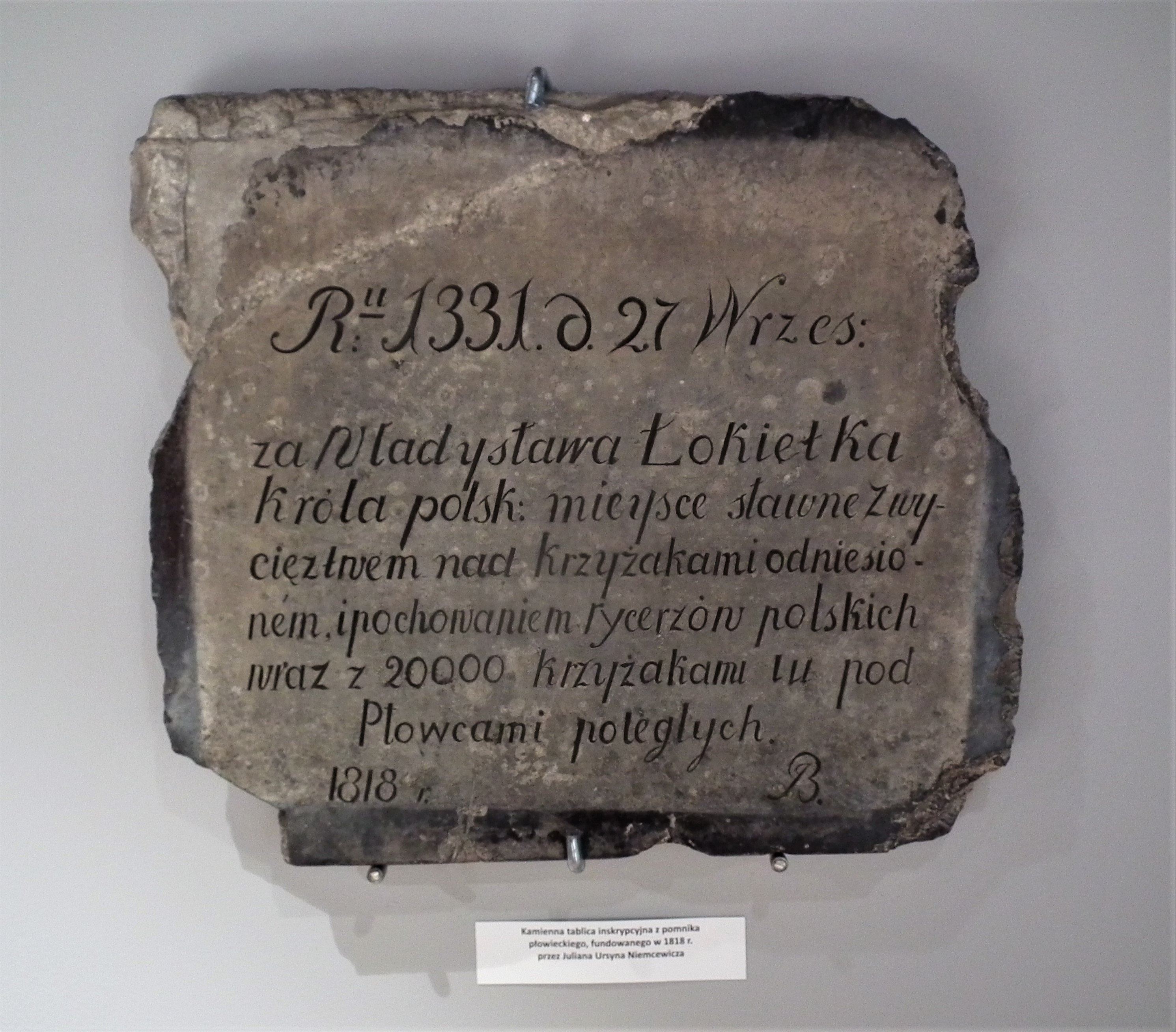
Płyta pomnika bitwy płowieckiej ufundowana przez Juliana Ursyna Niemcewicza w 1818 (Muzeum Historii Włocławka)

Pomimo odparcia ataku wojsk polskich i zwycięstwa taktycznego w bitwie komtur chełmiński Otto von Lautenberg podjął decyzję o przerwaniu marszu na Brześć Kujawski i pod osłoną ciemności rozpoczęciu natychmiastowego odwrotu do Torunia bez pochowania swoich własnych poległych. Decyzja o wycofaniu wojsk krzyżackich oznaczała zarazem przerwanie całej kampanii na ziemiach polskich, opóźniła o rok zajęcie Kujaw przez Krzyżaków, w związku z czym należy tę bitwę uznać za częściowy sukces strategiczny Władysława Łokietka. Bitwa uniemożliwiła też połączenie się wojsk krzyżackich z wojskami czeskimi Jana Luksemburskiego, których współdziałanie mogło doprowadzić do upadku niedawno zjednoczonego Królestwa Polskiego.
Obie strony po bitwie starały się wykorzystać propagandowo swoje sukcesy. Bitwa bardzo wzmocniła morale wojsk polskich i zrobiła ogromne wrażenie na ówczesnym społeczeństwie polskim. Przeświadczenie o triumfie wojsk polskich podkreślał uroczysty wjazd Władysława Łokietka do Krakowa z wziętym do niewoli w bitwie komturem Henrykiem Reussem von Plauen i 40 innymi jeńcami. O tym, że bitwa była polskim sukcesem, świadczy też krzyżacka relacja z 1335 roku dla prokuratora krzyżackiego przy kurii papieskiej w Awinionie.

## Pamięć o bitwie
- Biskup włocławski Maciej z Gołańczy ufundował w XIV w. na polu bitwy kaplicę.

- O bitwie zaczęto przypominać w Polsce w XIX wieku. Pisał o niej Julian Ursyn Niemcewicz w Śpiewach historycznych, po tym gdy zwiedził pole bitwy w 1817 roku. Na jego polecenie wyryto też na kamiennej tablicy znajdującej się na polu bitwy pamiątkowy napis.
- W 1881 roku Józef Ignacy Kraszewski wydał powieść Jelita na temat bitwy, opartą na przekazie Jana Długosza.
- W 1927 roku zawiązano komitet przygotowujący obchody 600-lecia bitwy, którego staraniem społeczeństwo południowych Kujaw wzniosło do 1933 roku w Płowcach 20-metrowy kopiec. W latach 1941–1944 kopiec został zniszczony przez Niemców, którzy zniszczyli także pomniczek na tablicę Niemcewicza z XIX wieku (samą tablicę ukryto przed zniszczeniem).
- W 1961 roku na miejscu bitwy wzniesiono nowy niewielki pomnik.
- Walki rycerzy polskich pod Płowcami zostały po 1990 roku, upamiętnione na Grobie Nieznanego Żołnierza w Warszawie napisem na jednej z tablic, „PŁOWCE 27 IX 1331”.
- W 2019 roku powstał film dokumentalny o bitwie pod Płowcami w reżyserii Marcina Sroki[4]
- W 2021 r. Stowarzyszenie Poszukiwawczo-Archeologiczne „GAL” rozpoczęło poszukiwania miejsca bitwy pod Płowcami. Rok później Robert Wyrostkiewicz, archeolog ze SPA „GAL” ogłosił[5] odkrycie pierwszego grotu strzały średniowiecznej przy drodze krajowej nr 62 w miejscowości Jarantowice (3,5 km od pomnika bitwy pod Płowcami w Płowcach). W tym samym roku poszukiwacze ze Stowarzyszenia Poszukiwawczo Historycznego Łokietek już w samych Płowcach (także przy drodze nr 62) odnaleźli kolejne groty strzał i bełty z kusz typologicznie i chronologicznie odpowiadających bitwie płowieckiej.